# またまたおかしな大追跡
『またまたおかしな大追跡』（またまたおかしなだいついせき、en:For Pete's Sake）は、1974年に公開されたアメリカ合衆国のスクリューボール・コメディ映画。 
主演バーブラ・ストライサンド。監督ピーター・イェーツ。 

## あらすじ
ヘンリエッタ（ヘンリー）とピート・ロビンズはブルックリン（ニューヨーク市の1地区）に住む若夫婦で、ピートがタクシー運転手として稼ぐ収入で辛うじて暮らしている状態である。ピートの義姉（ヘンリエッタの実姉）ヘレンはいつも偉そうに振る舞っており、ピートが早く結婚したばっかりに大学を卒業出来なかったことからタクシー運転手という低収入の職に甘んじている一方、自分と夫フレッドの方が経済的に遥かに恵まれていることなどを嫌味ったらしく言う。
米国がソ連との間で食料供給に関する交渉を行っており、交渉が成立すれば豚バラ肉の先物価格は急上昇する筈だとの裏情報をピートが入手したことから、ヘンリエッタはマフィアの高利貸しから3,000ドルを借りて豚バラ肉の先物を購入する。しかし、豚バラ肉の先物価格は停滞し、マフィアへの利子を含めた3,600ドルの返還は不可能となる。
その「債権」はマフィアから主婦売春の元締めである一見、上品な老婦人のチェリー夫人に4,000ドルで売却される。背に腹は代えられず、ヘンリエッタもピートが働いている間、自宅で客を取ることにするが、最初の中年の客（株式仲買人）には誤って怪我をさせてしまい、次の年配の客（裁判官）は居間で昏倒し、チェリー夫人が駆け付けて来て辛うじて事なきを得るといった始末である。
ヘンリエッタのことを諦めたチェリー夫人は、「債権」を今度は5,000ドルで見るからに反社会勢力と思われる兄弟に売却する。その兄弟からは、小包を或る場所で或る人物に渡すように指示されるが、ヘンリエッタが受け渡し場所に到着する直前に相手の人物は警察に捕まり、代わりに警官がその人物になりすまし、ヘンリエッタを待ち構えている。ヘンリエッタは辛うじて警官から逃れ、小包を依頼人兄弟の元に持ち帰る。しかし、小包の中身は爆弾であり、依頼人兄弟が逃げ惑う中、兄弟のアジトは爆破されてしまう。
「債権」は更に、銃を手放さない荒くれ男に7,000ドルで売却される。そして、ヘンリエッタが指示されたのは、古いキャンピングカーをニューヨークの中心街まで運転していくことである。ヘンリエッタが戸惑っていると、目の前で、トラックで運ばれてきた牛たちが次々にキャンピングカーの中に送り込まれていくではないか。牛たちは盗品であることが明らかだった。ニューヨークの中心街でキャンピングカーは衝突事故を起こし、そのはずみで牛たちは逃げ出してしまい、ヘンリエッタは警官1人と共に一番大きい牛にまたがり他の牛たちを追いかけることになる。最終的には、ヘンリエッタは警察の留置所に入れられてしまう。
ピートが留置所までやって来て、保釈金を支払いヘンリエッタを解放する。そしてピートから聞かされたのは、ピートが「債権」を10,000ドルで買ったこと、豚バラ肉の先物価格が漸く上昇し、10,000ドルプラスその他の賠償費用を賄えるということであった。

## キャスト
| 役名         | 俳優                         | 日本語吹替                                            |
| 役名         | 俳優                         | テレビ朝日版                                          |
| ------------ | ---------------------------- | ----------------------------------------------------- |
| ヘンリエッタ | バーブラ・ストライサンド     | 鈴木弘子                                              |
| ピート       | マイケル・サラザン           | 千田光男                                              |
| フレッド     | ウィリアム・レッドフィールド | 池田勝                                                |
| ヘレン       | エステル・パーソンズ         | 沢田敏子                                              |
| チェリー夫人 | モリ―・パイコン              | 高村章子                                              |
| ニック       | ルイス・ゾリック             | 石森達幸                                              |
| バーニー     | リチャード・ウォード         | 幹本雄之                                              |
| ロレッタ     | ヴィヴィアン・ボネル         | 長島亮子                                              |
| 不明 その他  |                              | 平林尚三 伊井篤史 吉水慶 江原正士 達依久子 喜多川拓郎 |
|              |                              |                                                       |
| 演出         | 演出                         | 松川陸                                                |
| 翻訳         | 翻訳                         | 島清子                                                |
| 効果         | 効果                         | PAG                                                   |
| 調整         | 調整                         | 山田太平                                              |
| 制作         | 制作                         | 千代田プロダクション                                  |
| 解説         | 解説                         | 飯干恵子                                              |
| 初回放送     | 初回放送                     | 1986年6月28日 『ウィークエンドシアター』              |